# Kim Jae-Sik (judoka)
Kim Jae-Sik es un deportista surcoreano que compitió en judo. Ganó una medalla de plata en los Juegos Asiáticos de 1994 y una medalla de bronce en el Campeonato Asiático de Judo de 1995.

## Palmarés internacional
| Juegos Asiáticos    | Juegos Asiáticos    | Juegos Asiáticos  | Juegos Asiáticos |
| Año                 | Lugar               | Medalla           | Categoría        |
| ------------------- | ------------------- | ----------------- | ---------------- |
| 1994                | Hiroshima (Japón)   | Medalla de plata  | –95 kg           |
| Campeonato Asiático |                     |                   |                  |
| Año                 | Lugar               | Medalla           | Categoría        |
| 1995                | Nueva Delhi (India) | Medalla de bronce | –95 kg           |